# Barbut bidentat
El barbut bidentat (Pogonornis bidentatus) és una espècie d'ocell de la família dels líbids (Lybiidae).
Habita boscos africans, al sud de Mali, Guinea Bissau, Guinea, Sierra Leone, Libèria, Costa d'Ivori, Ghana, Togo, Benín, Nigèria, centre de Camerun, Guinea Equatorial, el Gabon, República del Congo, República Centreafricana, el Sudan del Sud i Etiòpia i, més cap al sud, al nord-oest d'Angola, gran part de la República Democràtica del Congo, Uganda, Ruanda, Burundi nord de Tanzània i oest de Kenya.